# Carel Joseph Fodor
Pour les articles homonymes, voir Fodor.
Carel Joseph Fodor, né le 18 avril 1803 à Amsterdam, et mort le 24 décembre 1860, est une personnalité néerlandaise du monde des affaires.

## Biographie
Il était fils du musicien Carolus Antonius Fodor et de Geertruida Magdalena Cornelia Tersteeg, qui l'a baptisé sans témoins dans le Westerkerk le 8 mai, et il y a eu un mariage religieux mixte. Ses oncles Joseph Fodor et Charles Fodor entraient dans la musique, mais Joséphine Fodor était alors connue sous le nom de soprano. Geertruida Tersteeg est une petite-fille de Jan Tersteeg, artiste amateur, collectionneur d'art et distillateur de parfums. Fodor avait une amitié étroite avec Debora Blok, mais il n' y avait pas de mariage, probablement encore une question de religion.
Il a suivi en partie les traces de son père qui, outre une carrière assez réussie dans la musique, avait également fait le commerce du charbon sous le nom de la compagnie A. Fodor and Son. En 1833, Fils lui reprit l'affaire de son père. Il ne devait quitter la maison de ses parents que trois ans plus tôt. Quelques années plus tard, il acheta le bâtiment Keizersgracht 611. Il a également été plus tard président du département d'Amsterdam de la Société pour la promotion du Toonkunst et cofondateur de la maison d'hôtes néerlandaise pour les personnes défavorisées et négligentes à Utrecht. Il a également été membre actif de Felix Meritis et d'Arti et Amicitiae. En 1849, il est devenu membre du conseil d'administration de l'Académie Royale des Beaux-Arts. Le roi Guillaume III le nomma officier de l'Ordre de la Couronne de chêne en 1858.
Au cours de sa vie, il a créé une collection d'art, une soi-disant collection de Living Masters. À la fin de sa vie, sa capacité totale était estimée à deux millions de florins. Il ne possédait pas seulement des œuvres d'art, mais aussi des propriétés et des terres agricoles jusqu'à Beemster. Il n'avait pas de descendance officielle et laissa sa collection et ses locaux de la Keizersgracht à la ville d'Amsterdam, à condition que le bâtiment de la Keizersgracht 609, connu sous le nom de "Pakhuis Het Spook", doive être transformé en musée. Il a mis à disposition un montant de 60 000 florins à l'avance. Trois ans après sa mort, le musée Fodor ouvre ses portes le 18 avril 1983. Ses luxueux effets de maison avec statues, modules stylo tec, etc. jusqu'à ce qu'un lot de vins du Rhin et de Bordeaux triés a été mis aux enchères; l'immobilier a été vendu aux enchères publiques. Juste avant sa mort, il était l'un des nombreux à avoir contribué au coût d'un monument commémoratif pour Johannes van den Bosch.